# Fashion (Theaterstück)
Fashion ist ein Theaterstück von der US-amerikanischen Dramatistin Anna Cora Mowatt, geschrieben 1845.

## Dramatis Personae
- Adam Trueman
- Graf Jolimaître
- Colonel Howard
- Mr. Tiffany
- T. Tennyson Twinkle
- Augustus Fogg
- Snobson
- Zeke
- Mrs. Tiffany
- Prudence
- Millinette
- Gertrude
- Seraphina Tiffany

## Handlung
Die neureiche Mrs. Tiffany war einst einfache Putzmacherin; nun will sie zur gesellschaftlichen Elite New Yorks aufsteigen. Sie eifert der neuesten Pariser Mode nach (oder dem, was sie dafür hält) und bringt damit ihren Mann an den Rand des finanziellen Ruins. Zu Beginn des Stücks weist die französische Zofe Millinette einen neuen Diener, den Afroamerikanischen Zeke, in seine Aufgaben ein. Mrs. Tiffany findet dessen Namen zu vulgär und will ihn fortan Adolph nennen. Zum wöchentlichen Empfang erscheint eine Reihe von Verehrern Seraphinas, der Tochter des Hauses: der Dichter Twinkle, der Philosoph Fogg und der arrogante Graf Jolimaître, den Mrs. Tiffany seines Titels wegen zum Schwiegersohn erkoren hat. Adam Trueman, ein begüterter Farmer und alter Freund Mr. Tiffanys, ist ihr aufgrund seiner ungehobelten Manieren ungebetener Gast.
Tiffany hat aus Geldnot kleinere Betrügereien begangen und wird von seinem Buchhalter Snobson erpresst. Snobson fordert als Gegenleistung für sein Schweigen die Hand Seraphinas.
Colonel Howard wirbt um Gertrude, Seraphinas Musiklehrerin. Auch Graf Jolimaître stellt Gertrude nach und bietet ihr an, sie zu seiner Geliebten zu machen, sobald er Seraphina geheiratet habe. Trueman interveniert und befragt dann Mrs. Tiffanys Schwester Prudence zu Gertrudes Charakter und Tugenden. Die altjungferliche Prudence verliebt sich in Trueman und möchte ihn für sich gewinnen.
Tiffany bedrängt seine Frau, weniger verschwenderisch zu sein. Sein Wunsch, Seraphina mit Snobson zu verheiraten, bestärkt Mrs. Tiffany nur in ihrer Wahl des Grafen zum Schwiegersohn. Snobsons Besuch wird durch die Ankunft Jolimaîtres unterbrochen, der Seraphina erfolgreich einen Heiratsantrag macht. Sie verspricht ihm, die Hochzeit geheim zu halten.
Millinette erkennt Jolimaître. Er ist weder Franzose noch Graf, sondern ihr früherer Liebhaber. Zufällig belauscht Gertrude das Gespräch; sie droht damit, Jolimaître zu entlarven, kommt aber zunächst gegen dessen Gerissenheit nicht an.
Um seine Identität zweifelsfrei festzustellen, trifft sich Gertrude, sich als Millinette ausgebend, in einem dunklen Wirtschaftsraum heimlich mit Jolimaître. Prudence, die sich bei Trueman einschmeicheln will, hat von dem Plan erfahren und alarmiert ihn und die Familie. Als sie Gertrude allein mit Jolimaître antreffen, behauptet der vermeintliche Graf, Gertrude habe ihn unter falschen Voraussetzungen zu einem Stelldichein gelockt. Gertrudes Ruf scheint ruiniert; Mrs. Tiffany kündigt ihr umgehend die Stelle. Gertrude gelingt es jedoch, Trueman von ihrer Unschuld zu überzeugen. Der wiederum leitet eine Versöhnung Gertrudes mit Colonel Howard in die Wege.
Prudence kommt wehklagend mit der Nachricht, Seraphina sei mit dem Grafen durchgebrannt. Mrs. Tiffanys Enttäuschung darüber, dass es nun keine große Hochzeitsfeier geben werde, steht die Freude gegenüber, eine Gräfin zur Tochter zu haben. Tiffany hingegen befürchtet, von Snobson als Urkundenfälscher entlarvt und in den Ruin getrieben zu werden.
Trueman hat die ehrliche Liebe zwischen Gertrude und Col. Howard erkannt; er enthüllt, dass Gertrude seine Enkeltochter und Erbin seines Vermögens ist. Gertrude erzählt Mrs. Tiffany von Jolimaîtres Betrug. Millinette bestätigt den Vorwurf.
Wütend über die Nachricht von Seraphinas Heirat und Tiffanys Wortbruch, hat sich Snobson betrunken und verrät dessen finanzielle Machenschaften. Da erscheint Seraphina, noch unverheiratet, um ihren Schmuck zu holen, den der Graf an sich nehmen möchte. Tiffany fleht sie an, Snobson zum Mann zu nehmen und damit die Familie zu retten. In der Stunde der größten Not steht Trueman zu seinem Freund Tiffany: Er verängstigt Snobson mit der Beschuldigung, Mitwisser und somit Komplize Tiffanys zu sein, sodass dieser nach Kalifornien flieht. Trueman will für die Schulden Tiffanys aufkommen, wenn dieser zusammen mit seiner Familie der mondänen Welt New Yorks entsage. Der in ihn vernarrten Prudence macht Trueman klar, dass für sie kein Platz an seiner Seite sei.
Jolimaître gesteht seine Hochstapelei. Er erklärt sich bereit, seinen früheren Beruf als Koch wieder aufzunehmen und die ehemalige Geliebte Millinette zu heiraten. In seinem Schlusswort unterstreicht Trueman den Vorrang des Seelenadels gegenüber bloßen Adelstiteln und bekennt sich zur alleinigen Bedeutung innerer, bodenständiger Werte, welche die Modetrends der städtischen Gesellschaft als nichtig erscheinen lassen.